# Hans-Dieter Wesa
Hans-Dieter Wesa (ur. 10 stycznia 1943 w Schlewen, zm. 23 sierpnia 1962 w Berlinie) – funkcjonariusz Transportpolizei i ofiara śmiertelna Muru Berlińskiego, zastrzelona podczas próby ucieczki do Berlina Zachodniego. 

## Życiorys
Hans-Dieter Wesa dorastał z czwórką rodzeństwa w Trebitz. Po ukończeniu szkoły kształcił się zawodowo w Deutsche Reichsbahn w Halle (Saale), kończąc szkolenie w 1960 r. Następnie zgłosił się ochotniczo do służby w szeregach Transportpolizei, która oddelegowała go do służby w Berlinie Wschodnim. Podczas jej przebiegu nie przejawiał jakichkolwiek chęci czy zamiarów opuszczenia kraju. W lipcu 1962 r. w związku z udaremnieniem próby ucieczki awansowano go w nagrodę do stopnia oberwachtmeistra (odpowiednik starszego sierżanta).  
23 sierpnia 1962 wraz z 18-letnim Adolfem B. pełnił służbę wartowniczą na leżącym na granicy pomiędzy sektorami tzw. „dworcu-widmo” Bornholmer Straße. W trakcie tejże wypowiadał się na temat swojej żyjącej w Niemczech Zachodnich siostry. W pewnym momencie pod bliżej nieokreślonym pozorem opuścił posterunek i wspiął się na umocnienia. Znajdując się już po stronie Berlina Zachodniego został zauważony przez Adolfa B., który niezwłocznie oddał do uciekającego sześć strzałów. Trafiony w udo Wesa upadł na ziemię, po czym postrzelony został przez współtowarzysza kolejną salwą. Trafiony tym razem z krótkiej odległości w twarz i górną część ciała, ranny Wesa zmarł na miejscu. 
Śmierć Wesy mająca miejsce krótko po śmiertelnym postrzeleniu Petera Fechtera rozpętała w Berlinie Zachodnim kolejną falę protestów. Jeszcze tego samego dnia miejsce śmierci odwiedzili Willy Brandt i Klaus Schütz. Zachodnioberlińska policja wszczęła śledztwo przeciwko nieznanemu jeszcze wówczas funkcjonariuszowi Transportpolizei, z powodu podziału miasta pozostało ono jednak bezowocne aż do momentu zjednoczenia Niemiec. W związku z próbą ukrycia się, w listopadzie 1993 r. oskarżony osadzony został w areszcie śledczym. Oskarżenie wniesiono w czerwcu 1994 r., postępowanie umorzono jednak we wrześniu tego samego roku w związku z samobójstwem sprawcy.

## Literatura
- Christine Brecht: Hans-Dieter Wesa, in: Die Todesopfer an der Berliner Mauer 1961–1989, Berlin 2009, S. 105–108.